# Going for the One
Going for the One es el octavo álbum de la banda británica de rock progresivo Yes, editado en 1977 por Atlantic Records.
El álbum marca el retorno del tecladista Rick Wakeman, quien se había alejado casi dos años antes, tras la edición del doble álbum Tales from Topographic Oceans, para seguir su carrera como solista. 
El disco recibió buenas críticas, y estuvo al tope de las listas británicas por una semana.
La carátula del álbum, encargada al prestigioso estudio gráfico Hipgnosis, retrata a un hombre desnudo frente a una imagen futurista e imponente del complejo Century Plaza Towers, de Los Ángeles.

## Historia
El 7 de julio de 1977, se produce el regreso de Yes de la mano de Going for the One, el primer disco editado tras un pausa de casi dos años y medio, que los integrantes del grupo dedicaron a la elaboración de producciones individuales. Este disco también trajo como novedad el regreso de Rick Wakeman a la banda luego de tres años de ausencia; así como también un retorno a la composición de canciones más cortas tras la experimentación de Close to the Edge, Tales from Topographic Oceans y Relayer. 
Este nuevo disco fue grabado (por motivos impositivos) en Suiza. Allí, luego de un mes de ensayos, quedó claro que la química musical del grupo con Patrick Moraz no funcionaba más y la banda le pidió que se fuera. Entonces el mánager, Brian Lane, contrató a Wakeman en calidad de sesionista invitado.
Cuando Wakeman se juntó de nuevo con sus excompañeros, le gustó mucho la música que estaban ensayando y no pasó mucho tiempo para que se integrara de nuevo a Yes con dedicación exclusiva, debido a las insistencias del mismo Lane y de Chris Squire. En ese entonces, Squire declaró: "Rick nunca debió haberse ido, en primer lugar. Debió haber seguido con sus cosas solistas y también con la banda, pero él también tenía su ego. Sus primeros álbumes solistas fueron un éxito de ventas y no le gustaba nada el material de Tales from Topographic Oceans. Tal vez el hecho de que éramos bastante jóvenes en aquel momento hizo que las cosas no se hablaran como era debido, pero yo no soy nadie para hablar... porque yo también tenía demasiados problemas."
A finales de diciembre de 1976, Wakeman decía: "Cuando me fui de Yes no fue porque tuviera problemas con los otros, sino porque, simplemente, sentía la necesidad de buscar nuevas sendas musicales por mi cuenta, de experimentar con algunas cosas que no iban en el grupo. Yes es un grupo que tiene muy claros sus alcances, sus fines, sus intenciones, lo que quiere hacer, hasta dónde quiere llegar, y, con respecto a esto, es un poco estricto. Cuando decidí separarme, lo hice porque no me sentía plenamente satisfecho con esas pautas: quería establecer las mías propias, y tener (de paso) más libertad para 'inventar' y explayarme en cualquier dirección. Ahora que completé ese círculo, volver a Yes es algo casi lógico, natural. Ellos se entienden bien conmigo y yo con ellos. No sé -y creo que aunque lo supiera no soy yo quien debe decirlo- cuáles fueron las razones de la ida de Moraz, pero no creo que haya sido una situación de violencia entre el resto del grupo y él; probablemente quiera seguir con sus trabajos individuales, no sé. Lo único que puedo decir es que el grupo y yo nos pusimos en contacto y (casi sin darnos cuenta) llegamos a la conclusión de que estábamos de acuerdo en trabajar juntos otra vez. Tal vez dentro de un mes nos separaremos nuevamente, no puedo saber qué va a pasar en el futuro, pero pienso que, a pesar de todo lo que hemos hecho separados en este tiempo que transcurrió, seguiremos entendiéndonos tan bien como siempre."
Con respecto a la grabación de Going for the One, Jon Anderson declaró en aquel momento: "El álbum fue una especie de celebración. En los últimos dos o tres años estuvimos experimentando un montón, y estamos felices de poder concretar eso en un disco que es más suelto y relajado que los anteriores." Alan White también guarda lindos recuerdos al respecto de la grabación de este disco, ya que según él "estaban felices con la vuelta de Rick... y además él estaba tocando mejor que nunca..."

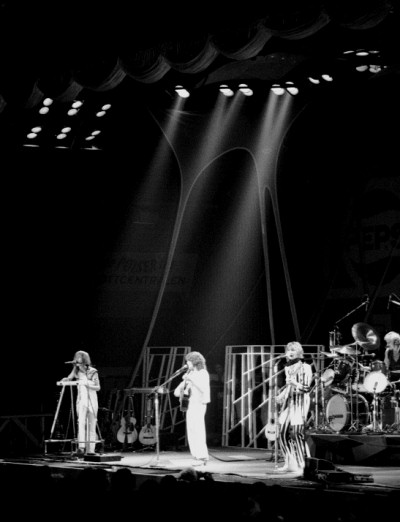
Yes en concierto 1977.

## Canciones
El disco abría con el tema Going for the One de la mano de un riff de guitarra más cercano al estilo de Jimmy Page en Led Zeppelin que al del Yes. 
De acuerdo a su autor, Jon Anderson, este tema "trata acerca del mundo de los deportes y las competencias. Parte del tema, habla de las carreras de caballos; pero también me inspiró una película que vi acerca de unos deportistas que atraviesan el Río del Gran Cañón del Colorado, en una de esas balsas de goma... aunque tampoco me olvidé de mencionar a la "mente cósmica" en una parte de la letra."
Con respecto a Turn of the Century, Jon Anderson dice que pensó "en la historia de un escultor que quiere hacer una estatua de piedra dedicada a su amada, fallecida en invierno. La inspiración primigenia me vino de la ópera La Bohème y (obviamente) del mito clásico de Pigmalion. 
El punto culminante de este cuento es que el escultor pone todo su amor en esta estatua, y ella (finalmente) cobra vida."
"Parallels" es una pomposa canción con la cual la banda abriría los conciertos en los años posteriores. En ella, Wakeman toca unos auténticos órganos de iglesia, grabados en St. Martin's Church, Vevey, Suiza. En parte, "Parallels" es (casi) una prima lejana de la vieja "Roundabout", en lo que a ritmo e intención respecta, aunque (obvio) sin la trascendencia de aquel viejo clásico. Con respecto a la composición del tema, Squire decía: "Se trata de un amor espiritual. Un tema que ofrece un mensaje de esperanza. En algún momento pudo haber integrado mi primer álbum solista ("Fish Out of Water"), pero lo pensé mejor y lo reservé para un futuro disco de Yes.
También, en este tema, hay una superposición de dos estilos: por un lado está el riff de blues de mi bajo y, por el otro, el órgano de la catedral; todo sonando al mismo tiempo..."
Después llegaba la hermosa balada "Wonderous Stories", a la que Steve Howe describió como "parte del periodo renacentista de Jon Anderson. Es por eso que a esta balada la recorre un sentimiento de música clásica". El tema se compuso en Suiza y Anderson dice que: "Era un hermoso día. Uno de esos momentos que uno recuerda por muchos años y, de repente, la letra de "Wonderous Stories" me vino a la mente. Es una canción exuberante que habla de las alegrías de la vida. Una secuencia de ensueño que recorre historias del pasado y del futuro".
El álbum concluye con "Awaken", un impresionante tema largo que se colocó "de cabeza" entre los mayores clásicos de la historia del grupo. Según el mismísimo Anderson, "Awaken" fue "lo más grande que hicimos jamás".
Con respecto a la composición del tema, Anderson dice: "Estando en Suiza, tuve la oportunidad de leer un libro llamado "The Singer" ("El Cantante"), que trataba acerca de un himno antiguo. También fui influido por otra lectura, acerca de la vida del pintor holandés Rembrandt..."
Alan White cuenta que "el tema fue dividido en diferentes secciones, para su grabación; pero nosotros tuvimos siempre la totalidad del tema en mente, el modo en que tenía que quedar la composición final". Dice además, que en el final de "Awaken": "Rick Wakeman estaba tocando el órgano en una iglesia que estaba a 16 kilómetros de distancia del estudio y nosotros nos comunicábamos con él a través de cables telefónicos."

## Lista de canciones
Lado A
1. Going for the One (Anderson) – 5:32
2. Turn of the Century (Anderson, Howe, White) – 7:56
3. Parallels (Squire) – 5:53

Lado B
1. Wonderous Stories (Anderson) – 3:49
2. Awaken (Anderson, Howe) – 15:31

## Personal
- Jon Anderson - voz, percusión, arpa
- Steve Howe - guitarra eléctrica y acústica, laúd español, coros
- Chris Squire - bajo, coros
- Rick Wakeman - piano, órgano de iglesia, sintetizadores "Polymoog" & "Minimoog"
- Alan White - batería, percusión